# برافروختگی اقتصادی
برافروختگی اقتصادی وقتی اتفاق می افتد که ظرفیت تولیدی با رشد تقاضای کل  همگام نباشد . معمولا با نرخ  رشد اقتصادی  پایین تر که در آن رشد در دوره های ناپایدار رخ می دهد مشخص میشود ، دوره های رونق اکثرا با برافروختگی اقتصاد معلوم می شوند. گفته می‌شود با افزایش تورم به دلیل طولانی شدن نرخ رشد، تولید برافروخته می‎شود و تولیدکنندگان بیش از ظرفیت تولید تولید می‌کنند و در نتیجه مازاد تولید ایجاد می‌شود . علت اصلی برافروختگی اقتصادی، عدم تخصیص کافی عرضه به دلیل هزینه‌های زیاد مردم به واسطه بیشتر شدن درآمد مصرف کننده است. 

## علل
مقادیر زیاد تقاضای کل باعث برافروختگی می‌شود. اگر تقاضای کل در کوتاه مدت از عرضه کل در بلندمدت بیشترشود، باید تقاضای بیش از حد کالا از طریق استفاده  بیش از حد منابع تأمین شود. این امر می‌تواند با استخدام کارگران اضافی برای جابجایی‌ها یا استفاده از آنها برای شیفت‌های کاری بیشتر یا بکارگیری از ماشین آلات حاصل شود. این نوع تولید ناپایدار محسوب می‌شود زیرا از کار(اشتغال) بیش از حد نمی‌توان به طور نامحدود حمایت کرد. از برافروختگی اقتصادی می‌توان با استفاده از زیرساخت‌های درست و از بین بردن تنگناها پیشگیری کرد. 

## اثرات
معمولا  برافروختگی قبل از رشد اقتصادی پایین اتفاق می‌افتد. تورم افزایش تقاضا درشرایطی ایجاد می‌شود که تأمین کنندگان تلاش می‌کنند تقاضای اضافی را که با خروج از محدودیت‌های تولید برآورده نمی‌شود، سرمایه‌گذاری کنند. این قیمت‌های بالا تمایل به کاهش تقاضای کل و صادرات (با توجه به اینکه که کالاها و خدمات در خارج از کشور گران می‌شوند) را افزایش می‌دهد و باعث کاهش مصرف می‌شود. بانکهای مرکزی معمولا در جواب به افزایش فشارهای تورمی،که باعث کم شدن هزینه‌های سرمایه‌گذاری می‌شود سیاست‌های پولی را تشدید می‌کنند که در کنار کاهش مصرف، می‌تواند منجر به رکود اقتصادی  شود. 

## مصادیق تاریخی
- لوسون بوم اواخر دهه 1980 / اوایل دهه 90 در انگلستان
- سوئیس در دوره های 1962-1967 ، [۱] [۲] 1971-1974 ، 1988-1991

## همچنین ببینید
- حباب اقتصادی

## لینک های خارجی
- آسیا تایمز آنلاین - اقتصاد چین سوار بر لبه تیغ است بایگانی‌شده  در ۲۳ مارس ۲۰۲۱ توسط Wayback Machine